# Јевреји у Босни и Херцеговини
Јевреји су се као етничка верска заједница у БиХ појавили након прогона из Шпаније крајем 15. века, када су тражећи уточиште дошли у Босну (тада у саставу Османског царства).
Јеврејска заједница се одржала до данашњих дана, иако у знатно мањем броју (негде око 1.000 босанских Јевреја данас живи у Босни и Херцеговини). Велики број Јевреја у градским срединама БиХ (Сарајево, Тузла, Бања Лука, Добој, Зеница итд.) се утопио у локално становништво исламизацијом, а значајан део је нестао у погромима током Другог светског рата (данас у Тузли стоји споменик "Суза" посвећен тим дешавањима). Према проценама, у Босни и Херцеговини је од 14 000 Јевреја до краја рата побијено њих 12 000. Један део Јевреја је након рата као свој нови дом одабрао Израел. О дуготрајном присуству Јевреја у БиХ сведоче и стара и нова синагога у Сарајеву, Тузли, Зеници и Добоју; као и Јеврејска гробља у Сарајеву и Тузли, који су данас више историјски споменици него функционалне целине. Такође су постојала два гробља у Бањој Луци, као и четири синагоге.
Један од познатијих босанскохерцеговачких политичара јеврејског порекла био је министар спољних послова Босне и Херцеговине Свен Алкалај, из Странке за БиХ, којем су политички представници Бошњака уступили место у Већу министара. Према постојећим уставним решењима, оспореним пресудама Европског суда правде, само тзв. конститутивни народи, тј. Бошњаци, Срби и Хрвати, обавезно имају етничке представнике у Већу министара на бази паритета, док је осталим грађанима земље то право ускраћено.

## Познати босанскохерцеговачки Јевреји
- Нисим Албахари - народни херој
- Вања Албахари - глумац
- Давид Елазар - Израелски генерал, бивши командант генералштаба војске Израела
- Ернест Грин - академик, професор, доктор медицине, добитник награде АВНОЈ-а, члан АНУБиХ-а од оснутка до смрти, члан експерата Светске здравствене организације, оснивач је неколико медицинских установа после Другог светског рата
- Јакоб Финци - политичар и председник јеврејске заједнице у Босни и Херцеговини
- Ранко Рихтман - композитор и музичар
- Исак Самоковлија - књижевник и лекар
- Свен Алкалај - политичар, Министар спољних послова БиХ
- Санда Смитал - академски сликар
- Емерик Блум - оснивач Енергоинвеста и градоначелник Сарајева 1981-1983.
- Оскар Данон - светски познати композитор и диригент
- Флори Јагода - композиторка и певачица Ладино песама
- Иван Цересњес - архитекта и бивши председник босанскохерцеговачке јеврејске заједнице 1992-1996.
- Хилде Залосцер – светски позната професорка Египтологије и Коптологије
- Калми Барух - писац
- Даниел Озмо - уметник
- Берта Бергман - прва жена матурант у Босни и Херцеговини, љекар педијатар 1892 - 1945.